# Eḫli-Nikkal
Eḫli-Nikkal war eine hethitische Prinzessin und womöglich Tochter des hethitischen Großkönigs Tudḫalija IV. Sie heiratete wahrscheinlich Niqmaddu III., den Vasallenherrscher von Ugarit.
Früher wurde von der vorherrschenden Meinung angenommen, sie sei Tochter von Šuppiluliuma II. und Gattin des 'Ammurapi III. von Ugarit gewesen. Nachdem dieser sich später von ihr scheiden gelassen hätte, griff Talmi-Teššub von Karkemiš als hethitischer Vizekönig ein und habe eine Kompensationszahlung ausgehandelt. Neu gefundene Dokumente machen es allerdings viel wahrscheinlicher, dass sie Gattin des Niqmaddus III. und damit vermutlich Tochter des Tudhalijas war: In einem Brief des Königs von Karkemiš an Ammurapi (RS 34.136) wird dessen Vater, bei dem es sich wahrscheinlich um Niqmaddu handelt, als Schwiegersohn des hethitischen Großkönigs bezeichnet. Ein noch deutlicher Beleg liefert ein Brief eines hethitischen Prinzen an Eḫli-Nikkal (RSO 23.23). Aus diesem geht hervor, dass sie Witwe geworden war. Da der Brief eindeutig vor die Zerstörung Ugarits datiert und Ammurapi bei dieser noch Herrscher war, kann Eḫli-Nikkal somit nicht dessen Ehefrau gewesen sein. Bei den unter Vermittlung des Tamli-Teššup ausgehandelten Zahlungen handelt es sich nach neuerer Interpretation nicht um Kompensationszahlungen nach einer Scheidung, sondern um die Aufteilung des Erbes Niqmaddus zwischen seiner Witwe und Ugarit.
Nach dem Tod Niqmaddus verließ Eḫli-Nikkal Ugarit. Ein Brief einer ugaritischen Königin, in dem sie die Etappen ihrer Seereise nach Südanatolien beschreibt (RS 94.2406), könnte von Eḫli-Nikkal stammen. Später wurde sie mit Tanḫuwataša, dem König von Ḫabiše verheiratet.